# يورغن موبيرغ
يورغن موبيرغ (بالسويدية: Jörgen Moberg)‏ هو لاعب كرة قدم سويدي في مركز الدفاع، ولد في 2 يونيو 1971. لعب مع نادي أورغريته.

## وصلات خارجية
- يورغن موبيرغ على موقع الاتحاد الدولي (مؤرشف)  (الإنجليزية)
- يورغن موبيرغ على موقع قاعدة بيانات كرة القدم.إي يو (الإنجليزية)
- يورغن موبيرغ على موقع عالم كرة القدم.نت (الإنجليزية)
- يورغن موبيرغ على موقع أوليمبيديا (الإنجليزية)
- يورغن موبيرغ على موقع اللجنة الأولمبية السويدية (السويدية)